# Зефир в шоколаде
«Зефир в шоколаде» — российско-украинский художественный фильм, музыкальная комедия 1994 года, снятая на Одесской киностудии.

## Сюжет
Отряд советских десантников, находясь на службе в одной из африканских стран, спасает от смерти маленького мальчика. Капитан отряда привозит его в УССР и оставляет в детском доме в Полтаве (об этом упоминается в фильме). Мальчику дают распространённое русское имя Вася, и мальчик растёт, даже не подозревая о том, кто он на самом деле.
Проходит несколько лет, молодой чернокожий детдомовец Вася знакомится с очаровательной украинкой и влюбляется в неё без памяти. Объединяет молодых людей увлечение музыкой, парень прекрасно играет на разных инструментах, а девушка мечтает стать певицей. По иронии судьбы очаровательная незнакомка оказывается дочерью того самого капитана, который когда-то спас жизнь маленькому негритёнку. И тут выясняется, что Вася является королём далёкой африканской страны Факлендии.

## В ролях
- Ольга Солодовникова — Ксюша
- Антон Зайцев — Вася
- Александр Панкратов-Чёрный — отец Ксюши
- Ирина Муравьёва — мама Ксюши
- Михаил Светин — Сан Саныч
- Анум Дохурсо Адотей — дядя
- Лариса Шахворостова — Люба
- Пётр Резвой — Гриша
- Сергей Гавришкин
- Сергей Зинченко
- Юрий Рудченко
- Владимир Наумцев
- Владимир Волков

Песни исполняют Ольга Солодовникова и Олег Воронович.

## Критика
Фильм был резко раскритикован:

Сказать, что он плох и убог, значит ничего не сказать. … Судите сами: очередная история про очередную провинциалку, которая в очередной раз приехала покорять очередную столицу и в итоге стала очередной королевой страны Факлендии. … В роли провинциалки — загадочная некто, с ничего не говорящим и потому сразу забывшимся именем, исполнительское искусство которой находится на недосягаемом для любой критики уровне. С девушки, ради её же блага, попросту следует взять расписку о том, что она больше ни при каких обстоятельствах не появится на экране. Наконец, роль кинодраматургии и режиссуры успешно исполняет жуткое месиво из пошлости, банальщины и юморочка с примочками в худших одесских традициях. При появлении хорошей актрисы Ирины Муравьевой хочется отвести глаза — то же придется делать ей в разговоре с теми, кто этот фильм увидит.
— «Цвет шоколада» // журнал «Столица», 1994

## Награды
На одесском кинофестивале «Золотой Дюк» (1994) актриса Лариса Шахворостова получила приз «За лучшую женскую роль» (за фильмы «Простодушный», «Зефир в шоколаде» и «Маэстро вор»).